# Пирон от Елида
Пирон  е древногръцки философ, смятан за първия представител на скептицизма. Пирон проповядвал пълно въздържание от емоция и чувства. Само така светът може да се възприеме правилно. Диоген Лаерций споменава, че учениците на Пирон са следвали неотлъчно своя учител и са следели да не се самонарани от това, че се въздържа дори и от предпазване примерно от животни и каруци. С дни е седял неподвижен на улицата или на някоя поляна.
Веднъж кораб, на който бил и Пирон, попаднал в силна буря: хората се суетели как ще се спасят, а Пирон видял в трюма едно прасе, което спяло, посочил го и казал: „Това е мъдрецът!“.
Пирон изглежда не е писал книги, но неговите възгледи изложил Тимон от Флиунт, пишейки сатири; от тях обаче е запазена незначителна част. Като основен източник се приема книгата на Секст Емпирик Пиронови основоположения (на старогръцки: Πυῤῥώνειοι ὑποτύπωσεις)), при все че е писана четири века след смъртта му.